# 平川ねぷた

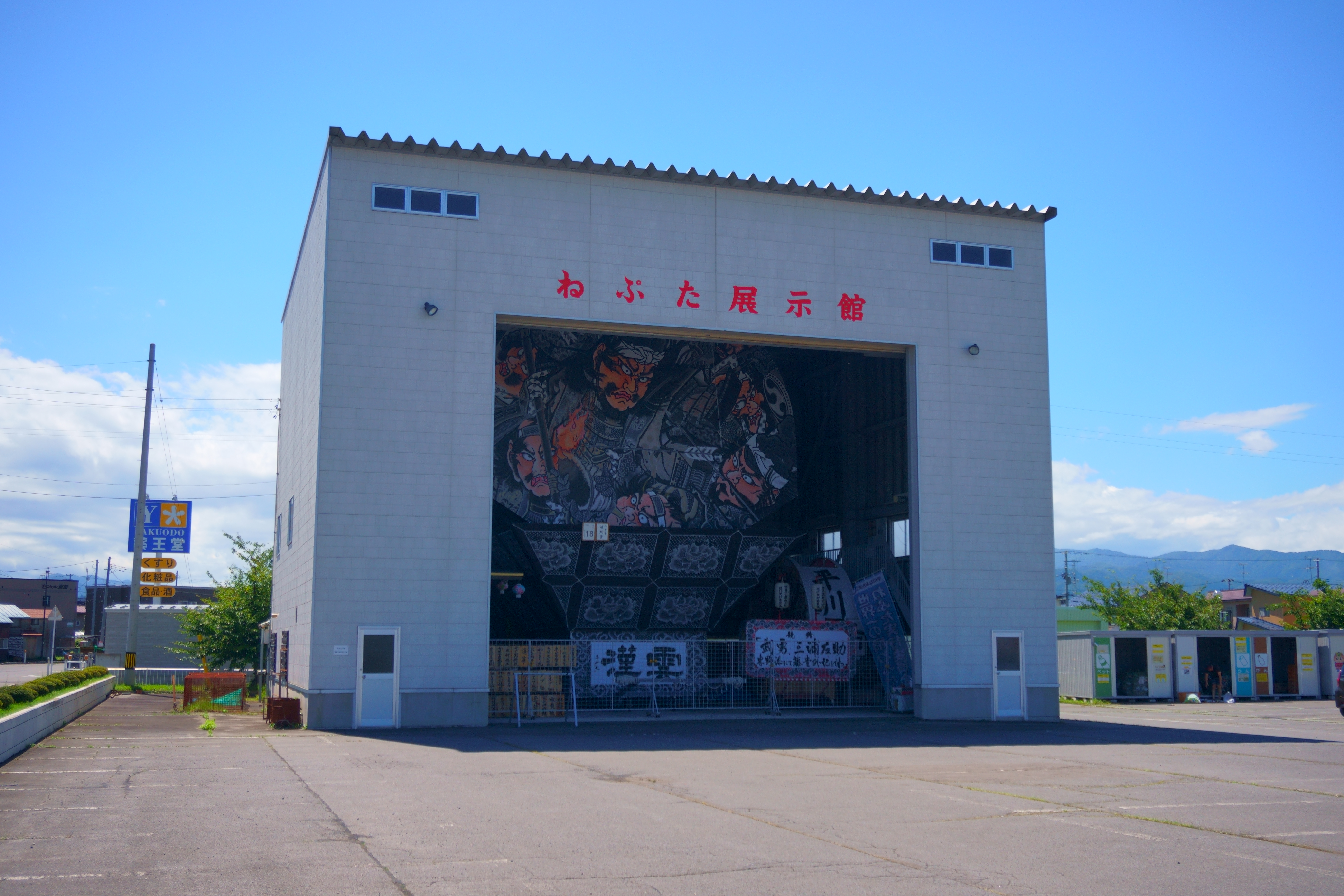
平川ねぷた展示館

平川ねぷた（ひらかわねぷた）は、青森県平川市の祭り。

## 概要
2006年（平成18年）から毎年8月2日・3日に開催。旧南津軽郡・碇ヶ関村・尾上町・平賀町の合併により平川ねぷたとして誕生。主に平賀ねぷたを受け継いでの開催であったが、近年尾上地域や碇ヶ関地域からの参加により、2011年（平成23年）度は30台による運行となった。扇ねぷた中心でねぷたの大きさは黒石ねぷたより大きく弘前ねぷたと同等である。運行コースの道路が広く大きいねぷたでも運行できる＝大きい絵が描けるため、専ら平川ねぷたの絵だけを描く弘前市の絵師もいる。世界一の扇ねぷたや各団体毎に違う囃子が観客を沸かせ、参加台数の増加によって近年益々祭りは盛り上がりを見せている。
2010年（平成22年）に平川市合併5周年及び東北新幹線全線開業と合わせ約10年ぶりに、冬ねぷたも開催された。雪が降る厳しい寒さの中、2日間で約2万人の人出をみせた。
また、旧平賀町と姉妹都市であった鹿児島県南九州市（旧知覧町）に知覧ねぷた祭りが開催されており毎年人員を派遣している。
2020年（令和2年）4月10日、新型コロナウイルス感染症の拡大を受け、実行委員会はこの年の開催中止を発表した。

## 特徴
平川ねぷたの特徴としては、各団体毎に違う囃子・流し踊り・トリを飾る世界一の扇ねぷた等がある。
囃子は弘前ねぷたのものを速くしたものが基本であるが、弘前ねぷたよりのゆったりとしたものや、尾上地域には黒石ねぷたの囃子を使用する団体もある。囃子にあわせて掛け声も「ヤーヤドー」または「ヤーレヤーレヤーレヤ」が混在している。
流し踊りはねぷたの前を黒石よされに似た踊りを囃子にあわせて踊る。これも各団体毎に衣装や踊り方違う。
世界一の扇ねぷたは、1998年（平成10年）12月27日に旧平賀町民の善意により完成。高さ11m、幅9.2m、奥行き4m、重さ約3ｔの大きさを誇り毎年トリを飾って運行される。ねぷたの前を花嵐桜組が踊り、祭りの最後を盛り上げる。ねぷた絵は人の肌の部分以外は水墨画となっている。その大きさ故の迫力は青森ねぶたや五所川原立佞武多と並び人気を集めている。また、平川市役所隣の常設展示場にて年中見学することができる。現在は平川市・世界一の扇ねぷた運行実行委員会により管理・運行されている。